# Austin Jackson (football américain)
Pour les articles homonymes, voir Jackson.
(en) Statistiques sur pro-football-reference
Austin Jackson, né le 11 août 1999 à Sacramento, est un joueur américain de football américain. Il joue offensive tackle en National Football League (NFL).